# Vilhelm Bjerke-Petersen
Vilhelm Bjerke-Petersen, né à Frederiksberg (Danemark) le 24 décembre 1909 et mort le 13 septembre 1957 à Halmstad (Suède), est un peintre danois, fils de l'historien d'art Carl-Vilhelm Petersen, installé en Suède à partir de 1944 .

## Biographie
Élève d'Axel Revold à l'Académie norvégienne des Beaux-arts entre 1927 et 1929, il a également fréquenté les ateliers de Paul Klee et de Vassily Kandinsky au Bauhaus de Dessau en 1930-1931. 
Parti de l'abstraction, il se rallie au surréalisme dont il devient le principal représentant scandinave en animant aux côtés de Wilhelm Freddie un groupe rassemblé autour des revues Linien (1934-1935) puis Konkretion (1935-1936). Il a cherché à articuler sa pratique surréaliste avec sa connaissance des lois de l'art abstrait, théorisant ses positions artistiques dans l'ouvrage Symboler i abstrakt kunst (Des symboles dans l'art abstrait). Ce livre a eu une importance capitale pour l'art abstrait spontané danois et le mouvement CoBrA qui en est immédiatement issu, lequel est caractérisé par Asger Jorn comme «une nouvelle optique de l'art […] un art abstrait qui ne croit pas à l'abstraction» : «La prise de conscience de cette nouvelle optique est exprimée d'une façon nette et précise dans l'étude Symboler i abstrakt kunst  du peintre danois Vilhelm Bjerke-Petersen, où il démontre pour la première fois, d'une façon originale, le contenu symbolique des abstractions.» (Asger Jorn, Pour la forme, Paris, 1957).  
Bjerke-Petersen participe au numéro spécial surréaliste des Cahiers d'art (1937), puis aux grandes expositions internationales de Paris en 1938 et 1947. Il se tournera vers une peinture d'inspiration constructiviste à la fin de sa vie.